# Diodia microcarpa
Diodia microcarpa är en måreväxtart som beskrevs av Karl Moritz Schumann och Glaziou. Diodia microcarpa ingår i släktet Diodia och familjen måreväxter. Inga underarter finns listade i Catalogue of Life.